# Искусство на почтовых марках

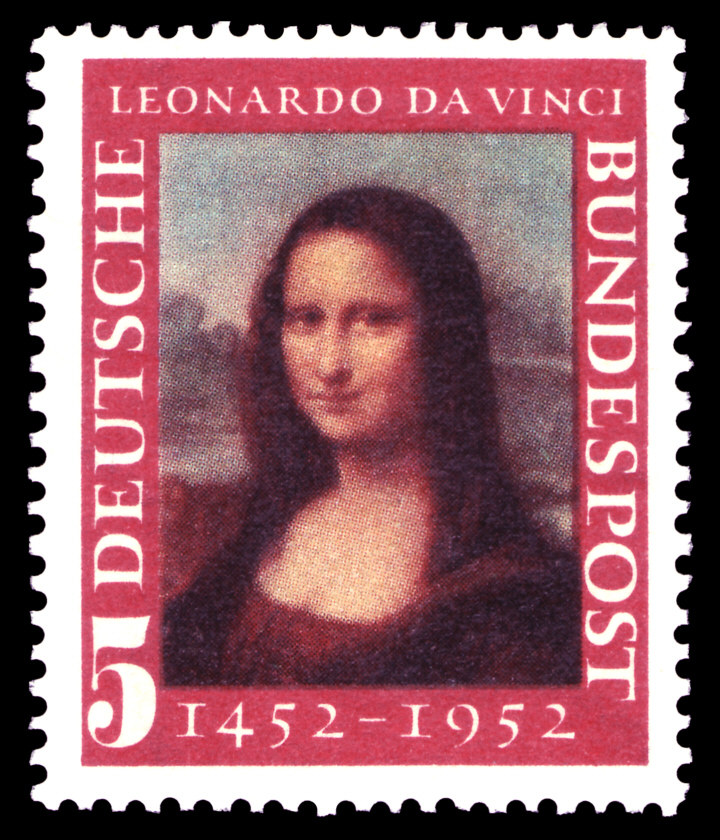
Марка ФРГ (1952): Леонардо да Винчи, «Мона Лиза» (ок. 1503), Лувр

«Иску́сство на почто́вых ма́рках» — название одной из областей тематического коллекционирования знаков почтовой оплаты и штемпелей, посвящённых искусству, шедеврам мировой культуры, картинам, скульптурам, другим произведениям и видам искусства или связанных с ними.

## История и описание
Появление произведений живописи на марках связано со значительным расширением тем, которым стали посвящаться почтовые марки в первой половине XX века, и усовершенствованием полиграфических возможностей выпуска почтовых марок. Коллекционеров этой темы привлекает возможность знакомиться с картинами, хранящимися в лучших музеях стран мира, не выходя из дома.
Учитывая постоянный интерес филателистов к этой тематике, почтовые ведомства многих стран ежегодно посвящают искусству свои почтовые эмиссии.
На эту тему формируются мотивные и тематические коллекции. Она пользуется огромной популярностью у филателистов.

## Каталоги и монографии

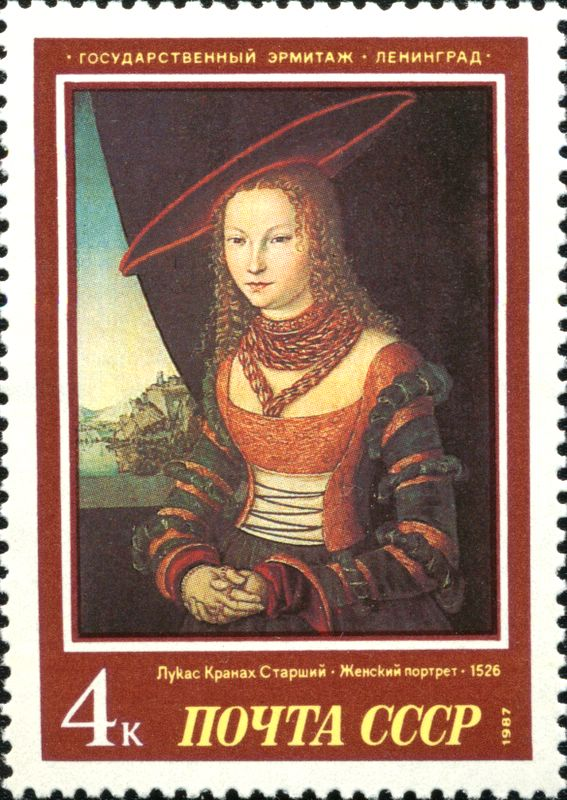
Марка СССР (1987): Л. Кранах Старший, «Женский портрет» (1526), Эрмитаж

В 1975, 1977 и 1979 годах в издательстве «Связь» вышли три части справочника-каталога «Искусство на почтовых марках». Её автор — Юрий Климов. В 1984 году каталог был переиздан отдельным томом в переработанном и дополненном виде.

## Филателистические объединения и выставки
Коллекционеры, увлечённые тематикой искусства, объединяются в специализированные клубы и сообщества, включая, например:
- «Филателисты изящных и игровых искусств» (англ. Fine & Performing Arts Philatelists, США)[2].

Организация существует с 1986 года. Темы: изобразительное искусство, художники, кино, цирк, музыка, театр. Издаёт ежеквартальный журнал «FAP Journal» (Fine Arts Philatelist Journal).
- Ассоциация графики в филателии (Graphics Philately Association, США)[3].
- Клуб коллекционеров по обмену художественными конвертами (Art Cover Exchange, США)[4].

Объединение посвящено собиранию конвертов, художественно оформленных от руки участниками клуба для последующего обмена между собой.
- Интернет-клуб «Картины и искусства на марках» (Paintings and Arts on Stamps Internet Club, Швейцария)[5].
- Общество марочного искусства (Stamp Art Society, Великобритания)[6].

Под эгидой Международной федерации филателии проводятся специализированные международные выставки по теме «Искусство». Одна из них, «Арфила-75» («Искусство и филателия»), прошла с большим успехом 6—16 июня 1975 года в Париже. Министерство связи СССР выпускало к этому событию художественный маркированный конверт № 4544 (4 коп., без адресного трафарета). Конверт был выполнен художником Ю. Арцименевым и увидел свет 14 апреля 1975 года.